# Albert Stenwedel
Albert Stenwedel bio je Sturmbannführer Waffen SS-a tijekom Drugog svjetskog rata. Odlikovan je Viteškim križem željeznog križa, koji se dodjeljivao za iznimnu hrabrost na bojnome polju i uspješno vojno vodstvo u Njemačkoj tijekom Drugog svjetskog rata.
Sturmbannführer Albert Stenwedel rođen je 10. rujna 1908. u Hamburgu, Njemačka. Bio je dobrovoljac SS-a još u ranom razdoblju (Stenwebelov SS-ov službeni broj 28 762). Tijekom Drugog svjetskog rata postao je zapovjednik II.bojne, 27. Oružane gorske pukovnije u Handžar diviziji i odlikavn je viteškim križem pre kraj rata u svibnju 1945. Preživio je rat i umro u rodnome gradu u Hamburgu 29. srpnja 1997.